# Dunvallo Molmuzio
Dunvallo Molmuzio (in gallese Dyfnwal Moelmud, ovvero Dyfnwal il Valoroso e Silente, in latino Dunvallo Molmutius; fl. V-IV secolo a.C.) è stato un leggendario sovrano dei Britanni, secondo la Historia Regum Britanniae (cronaca pseudo-storica del 1136 ca.) di Geoffrey di Monmouth.
È ricordato come autore di un codice di leggi, le Leggi Molmutine, e di un sistema di unità di misure.

## Biografia secondo laHistoria Regum Britanniae
Geoffrey di Monmouth scrive che Dunvallo era figlio di Cloten, re della Cornovaglia, proveniente da un ramo cadetto della casa reale di Britannia, che risaliva a Bruto, il primo re di Britannia. La linea principale si estinse nel corso della guerra civile scoppiata tra i due figli del re Gorboduc, che si contendevano la successione. Rimasto il trono vacante con l'assassinio di Porrex, dopo che questi era riuscito a sconfiggere e uccidere il rivale Ferrex, gli altri principi e re minori della Britannia scesero in campo per conquistare la corona regia per sé. Dunvallo prese parte al conflitto, prima sconfiggendo Pinner, re di Loegria, poi affrontando in battaglia Rudauco, re di Cambria, e Staterio, re di Alba; Dunvallo fece indossare ad un manipolo dei suoi guerrieri corazze coi colori nemici, di modo che questi, così camuffati, si infiltrarono tra le truppe avversarie e uccisero i due re rivali. Vinte le ultime resistenze, Dunvallo riunificò e pacificò il paese sotto il suo dominio. Durante il suo regno quarantennale dalla Britannia quasi scomparvero le faide e le lotte intestine tra i principi locali e il paese prosperò. In onore della sua opera di legislatore e pacificatore, fu eretto un tempio alla Concordia a Trinovantum, dove Dunvallo fu sepolto alla sua morte. Il suo retaggio però rischiò di morire con lui, allorché tra i suoi due figli, Belinus e Brennius, scoppiò un'altra guerra per la successione.

## LeLeggi molmutine
Al re Dunvallo fu attribuito un codice di leggi, che, rimasto in vigore per secoli, avrebbe assicurato stabilità e giustizia in Britannia: le Leggi molmutine. Di queste oggi non è rimasto quasi nulla. Da ultimo vi si richiamò il re gallese Hywel Dda (ca. 880 - 950), quando, emanando lui stesso delle norme, dichiarò di aver superato quelle antiche risalenti a Dunvallo, ma di voler mantenere in vigore il sistema di misurazione, anch'esso attribuito a Dunvallo. Qualche informazione ci perviene da quanto scritto nella Historia di Geoffrey di Monmouth e dalla Triadi gallesi, "riscoperte" attorno al 1800 da Iolo Morganwg.